# Abdelkader Aouissi
Abdelkader Aouissi né à Aïn Benian en 1930 et mort le 17 octobre 2016, est un ancien arbitre algérien de football, qui fut international dès 1966.

## Carrière
Il a officié dans des compétitions majeures : 
- Coupe d'Algérie de football 1962-1963 (finale en tant qu'arbitre assistant[3]) - finale 1976 .
- JO 1972 (2 matchs)
- CAN 1972 (2 matchs dont la finale)
- CAN 1976 (2 matchs)